# Страна (газета, 1880—1883)
«Страна» — петербургская политическая и литературная газета, выходившая в 1880—1883 гг. под редакцией Леонида Полонского

## История
В первом номере «Страны», вышедшем 1 января 1880 (13 января 1880), редакция следующим образом сформулировала структуру нового издания:

 Политических вопросов, обсуждение которых возможно, мы не чуждаться. Так как единственная действующая политическая сила в России есть правительство, то в этом отношении печать может только разъяснять вопросы для проведения их в общее сознание. Но ближе всего мы принимаем к сердцу воспитательную задачу печати, как наиболее самостоятельную. Надо изучать народ, который еще не сказал своего слова. Надо стараться соединить умы общества, идущего в разброд, и соединить их можно прежде всего на наиболее близких каждому, самых простых чертах, из которых слагается национальный тип русского европейца 
Издание изначально придерживалось либеральных взглядов, в 1880 году газета выходила 2 раза, начиная с 1881 года — 3 раза в неделю. 
В 1881 году газета получила два предостережения — 16 января за статью с призывом помиловать Николая Чернышевского и 4 марта за публикацию об убийстве Александра II. 5 января 1883 года газета получила третье предостережение и её выпуск был временно приостановлен на четыре месяца. По истечении этого срока издание не было возобновлено. 
Практически весь комплект газеты(412 номеров) оцифрован Российской национальной библиотекой.